# Ricardo Mella

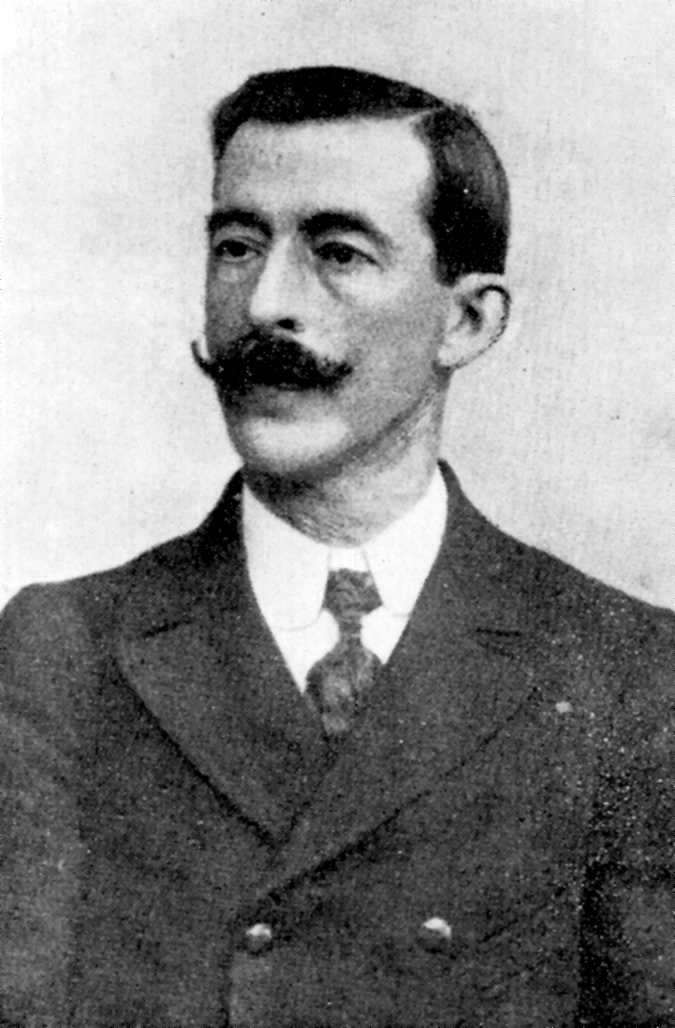
Ricardo Mella

Ricardo Mella Cea, nascido em Vigo em 23 de abril de 1861 e falecido em 7 de agosto de 1925, foi um dos primeiros escritores, intelectuais e ativistas libertários europeus de finais século XIX e começos século XX. Caracterizou-se por ser um estudioso e crítico de variados temas, bem como falante e tradutor de inglês, francês e italiano.

## Obras

### Artigos e ensaios

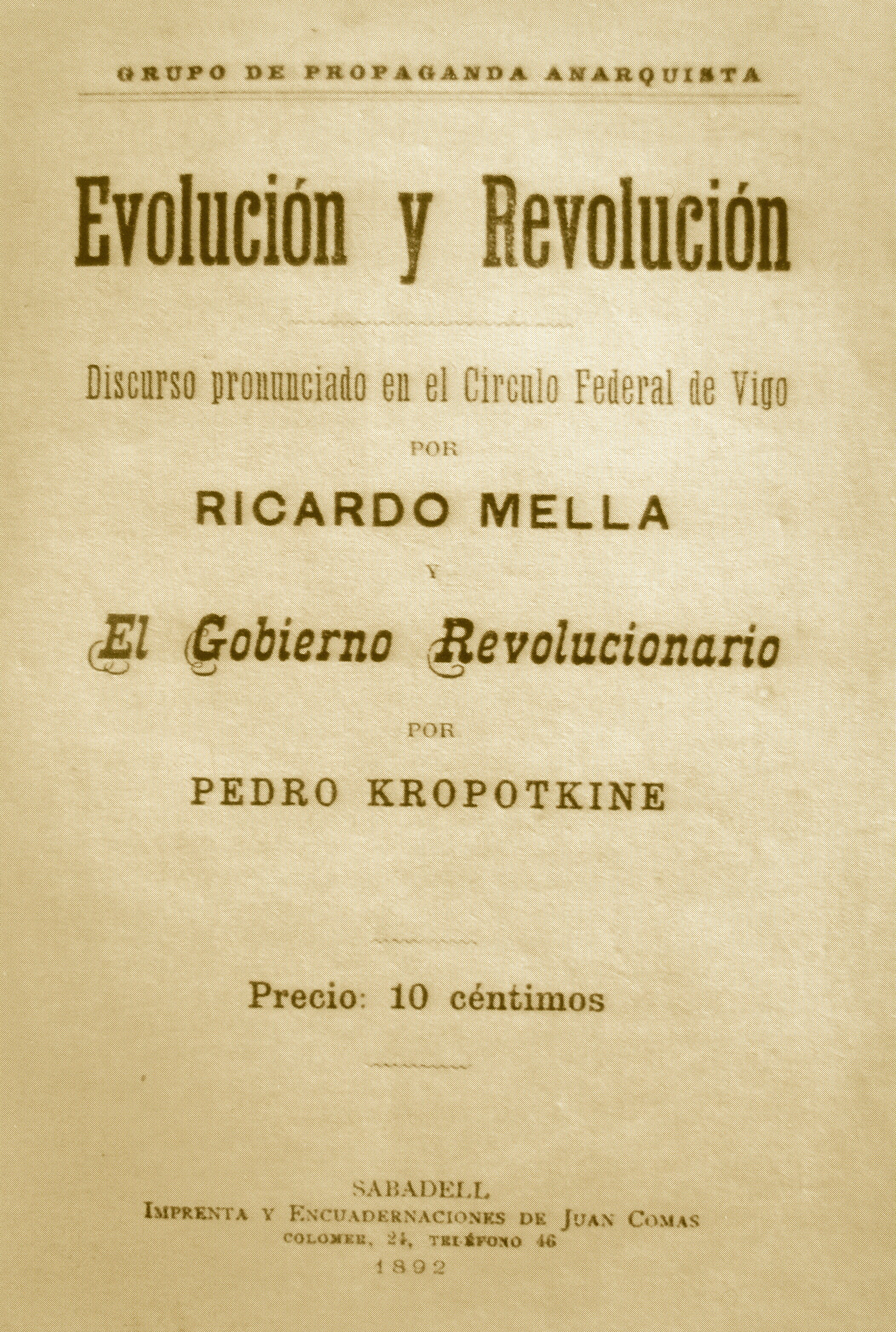
O anarquismo segundo Ricardo Mella. Discurso no Círculo Federal de Vigo

- El Problema de la emigración en Galicia, monografía.
- Diferencias entre el comunismo y el colectivismo, monografía.
- La reacción y la revolución, artigo publicado na revista Acracia de Barcelona.
- La Anarquía no admite adjetivos, publicado en La Solidaridad.
- Breves apuntes sobre la naturaleza humana.
- La Nueva utopia.
- El colectivismo.
- Organización, agitación y revolución.
- El crimen de Chicago, reseña histórica.
- La ley del número, sobre ficción democrática.
- A los campesinos.
- En defensa de la anarquía.

### Livros
- Lombroso e os anarquistas (1896).
- Plumazos, escolma de artigos.
- Ideario.

### Traduções
- Dios y el estado de Bakunin.
- La anarquía de Errico Malatesta.
- La ciencia moderna y el anarquismo de Peter Kropotkin.

## Ver também

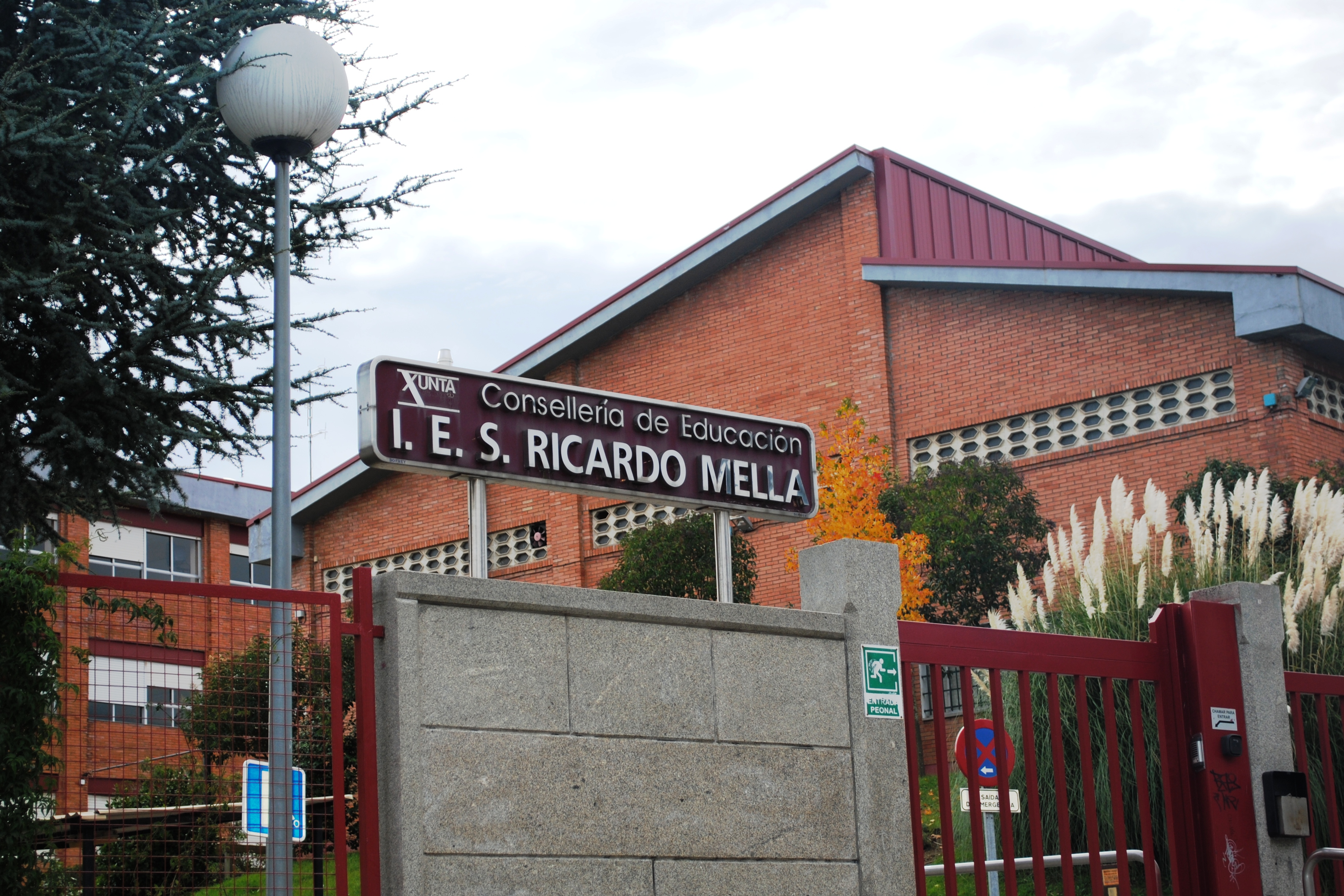
I.E.S. Ricardo Mella de Vigo.